# Eichendorff-Gymnasium Ettlingen
Das Eichendorff-Gymnasium Ettlingen (EG) ist ein Gymnasium in Ettlingen. Es ist nach dem Lyriker und Schriftsteller Joseph von Eichendorff benannt und das älteste der drei Gymnasien Ettlingens.

## Historie
1808 genehmigte der Landesherr Carl Friedrich eine Lateinschule in Ettlingen zu bauen. Durch die wachsende Industrialisierung wuchs bei der Bevölkerung der Wunsch nach einer höheren Bürgerschule. Im Oktober 1842 stimmte der Bürgerausschuss zu und die Lateinschule wurde zur Bürgerschule. 1896 wurde dann in der vierklassigen Schule der Realschulplan eingeführt und erstmals durften Mädchen die Schule besuchen. 1901 wurde sie Realschule und beinhaltete sieben Klassenstufen. 1909 wurde sie dann zum Realprogymnasium mit Realschule umbenannt. 1922 zog die Schule um und fand ihren Platz in der ehemaligen Rheinlandkaserne in Ettlingen. Nachdem 1926 und 1927 auf Wunsch von Schülern die Unterprima und die Oberprima eingeführt wurden, bekam die Schule im gleichen Jahr den Titel Realgymnasium. Bis 1931 wurde Schritt für Schritt die Realschule ausgegliedert. Ab 1933 wurde es von den Nationalsozialisten Hindenburg-Realgymnasium getauft.
Nachdem 1936 das Realgymnasium wieder umgezogen war, wurde im Dezember 1952 über einen Neubau diskutiert. Schon am 15. Juni 1956 wurde der Neubau – ein U-förmiger Bau im Bauhausstil mit Aula und zunächst einer Sporthalle – fertiggestellt und ist bis heute der Standort des Eichendorff-Gymnasiums. Allerdings erhielt das Eichendorff-Gymnasium erst 1972 auf städtischen Beschluss hin seinen heutigen Namen.

## Profil
Ab der 5. Klasse lernen die Schüler Englisch. Ab der 6. Klasse lernt man entweder Französisch oder Latein. Dies wählen die Schüler schon in der 5. Klasse. Ab der 8. Klasse gibt es ein Wahlfach als weiteres Hauptfach. Man kann sich zwischen Spanisch als 3. Fremdsprache, NWT (Naturwissenschaft und Technik) und IMP (Informatik, Mathe, Physik) entscheiden.

## Arbeitsgemeinschaften
Das Eichendorff-Gymnasium bietet viele Arbeitsgemeinschaften, die von Lehrern, Schülern und externen ehrenamtlichen Mitarbeitern getragen werden, an. So gibt es eine Schulsanitäter-AG, eine Theater-AG, eine Kunst-AG, einen Unterstufenchor, eine Big Band, eine LRS-AG, eine Streitschlichter-AG, eine Lernwerkstatt sowie eine Zirkus-AG.

## Schüleraustausch
Es gibt einen Schüleraustausch in die in der Champagne gelegene französische Stadt Épernay. Die Schule ist Teil des Erasmus-Projekts. Auch einen Austausch nach Polen und England hat es in der Vergangenheit gegeben.

## Weiteres
- Es gibt eine kostenlose Hausaufgabenbetreuung.
- Es gibt sogenannte Streitschlichter. Dies sind speziell ausgebildete Schüler, die anderen Schülern bei Problemen oder Streiten mit Lehrern oder Schülern helfen können.
- Außerdem verfügt das Eichendorff-Gymnasium über einen eigenen Schulsanitätsdienst. Dieser kann von Schülern aller Altersstufen mitorganisiert werden und dient der Erstversorgung und der psychologischen Betreuung verletzter Schüler.
- Des Weiteren gibt es eine Suchtprävention, welche sich für eine rauch- und alkoholfreie Schule einsetzt.

## Bekannte ehemalige Schüler
- Michael Blos (* 1976), Politiker, Alternative für Deutschland (AfD)
- Michael Eissenhauer (* 1956), Kunsthistoriker
- Anneke Graner (* 1979), Politikerin, SPD
- Matthias Kehle (* 1967), Schriftsteller
- Christian Klar (* 1952), Terrorist der Rote Armee Fraktion
- Manuela Mader (* 1990), Schachspielerin
- Boris Pieritz (* 1974), Publizist, Kommunikationswissenschaftler und Sportwissenschaftler.
- Fritz Rau (1930–2013), Konzert- und Tourneeveranstalter
- Derya Tavas (* 2002), Influencerin und Tiktokerin
- Johannes Thimme (1956–1985), Unterstützer der Rote Armee Fraktion